# Niklas Åstedt
Niklas Mikael „Lena900“ Åstedt (* 21. Oktober 1990) ist ein professioneller schwedischer Pokerspieler, der hauptsächlich online spielt. Er erspielte sich bei Online-Pokerturnieren bisher mehr als 46 Millionen US-Dollar, womit er der erfolgreichste Online-Turnierspieler ist. Die Onlinepoker-Weltrangliste führte Åstedt insgesamt 100 Wochen an. Im Mai 2021 wurde er zum besten Onlinepokerspieler aller Zeiten gewählt.

## Pokerkarriere

### Online
Åstedt stammt aus Sävedalen in der Gemeinde Partille und spielt seit November 2008 Onlinepoker. Er nutzt auf der Plattform PokerStars den Nickname Lena900 und spielt bei GGPoker unter seinem echten Namen. Darüber hinaus spielte er als PayandPlay/tjeeeena/Drulitooo (partypoker), whoozz (Full Tilt Poker), tutten7 (888poker), qwertya09 (PokerStars.FR), KoksJuuice (PMU.fr), e c t o r (Winamax) und futt32 (William Hill). Seine Online-Turniergewinne belaufen sich auf über 46 Millionen US-Dollar, wobei der Großteil bei GGPoker und PokerStars gewonnen wurde. Damit ist er der nach Preisgeldern erfolgreichste Onlineturnierspieler. Mitte März 2018 gewann Åstedt auf partypoker das Super High Roller Championship Event Progressive Knockout des Powerfests und erhielt sein bisher höchstes Preisgeld von rund 430.000 US-Dollar. Auf PokerStars sicherte er sich bislang fünf Titel bei der World Championship of Online Poker, sechs bei der Spring Championship of Online Poker sowie einen bei der Turbo Championship of Online Poker.
Vom 30. März bis 26. April 2016 stand Åstedt erstmals für 4 Wochen in Serie auf Platz eins des PokerStake-Rankings, das die erfolgreichsten Onlinepoker-Turnierspieler weltweit listet. Vom 19. Mai 2018 bis 22. März 2019 setzte er sich für 44 Wochen am Stück an die Spitze. Vom 28. Dezember 2019 bis 15. Mai 2020 stand der Schwede erneut an der Spitze, insgesamt hat er das Ranking 100 Wochen angeführt, nur Simon Mattsson stand länger auf dieser Position. Im Mai 2021 wurde Åstedt zum besten Onlinepokerspieler aller Zeiten gewählt.

### Live
Seine erste Geldplatzierung bei einem Live-Turnier erzielte Åstedt Ende Juli 2009 in Barcelona. Im Dezember 2012 erreichte er beim Main Event der European Poker Tour (EPT) in Prag die Geldränge und belegte den 99. Platz für 8000 Euro. Mitte Dezember 2013 gewann er bei der EPT in Prag ein 8 Handed Turbo der Variante No Limit Hold’em mit einer Siegprämie von 83.500 Euro. Anfang Juli 2014 war der Schwede erstmals bei der World Series of Poker (WSOP) im Rio All-Suite Hotel and Casino am Las Vegas Strip erfolgreich und cashte beim Little One for One Drop. Mitte Dezember 2014 gewann er erneut ein Turnier bei der EPT in Prag und sicherte sich eine Siegprämie von knapp 85.000 Euro. Ende August 2015 erreichte Åstedt beim EPT High Roller in Barcelona den Finaltisch und beendete das Turnier auf dem vierten Platz für 336.700 Euro. Bei der WSOP 2016 wurde er im Main Event 182. für mehr als 40.000 US-Dollar Preisgeld. Mitte Dezember 2017 gewann der Schwede das Pot Limit Omaha High Roller der PokerStars Championship in Prag und erhielt aufgrund eines Deals eine Siegprämie mehr als 80.000 Euro. Bei der EPT Barcelona erreichte er Mitte August 2022 bei einem Event in Pot Limit Omaha das finale Heads-Up und belegte den zweiten Platz, sicherte sich aufgrund eines Deals jedoch das meiste Preisgeld von über 270.000 Euro.
Im Juli 2024 erreichte Åstedt beim Main-Event der World Series of Poker den Finaltisch, wo er letztendlich auf dem 3. Platz ausschied. Er sicherte sich damit sein bisher höchstes erzieltes Preisgeld von 4.000.000 US-Dollar.
Insgesamt hat sich Åstedt mit Poker bei Live-Turnieren knapp über 7 Millionen US-Dollar erspielt.